# Corinne Lepage
Corinne Dominique Marguerite Lepage (Boulogne-Billancourt, 11 maggio 1951) è un avvocato e politica francese.
Impegnata nella tutela dell'ambiente, è stata in particolare ministro dell'ambiente nei governi di Alain Juppé (1995-1997) ed europarlamentare (2009-2014). Presidente di Cap21, ha ricevuto l'1,88% dei voti espressi nelle elezioni presidenziali del 2002.

## Biografia
Lepage è nata in una famiglia ebrea borghese a Boulogne-Billancourt, nel dipartimento degli Hauts-de-Seine. Rimasta orfana di madre in tenera età, si è laureata a Sciences Po, ha poi conseguito un diploma di studi superiori (DES) in diritto pubblico, un DES in scienze politiche e il certificato di idoneità alla professione di avvocato nel 1974. Ha svolto l'attività di docente universitaria di numerosi atenei parigini: è stata dapprima ricercatrice (1975-1982), poi assistente (1982-1985) ed in seguito professoressa ordinaria (dal 1985 ad oggi). Parallelamente alla carriera accademica ha coltivato il suo interesse per la politica e soprattutto per l'ambientalismo, fondando nel 1978 insieme al marito un movimento ecologista di discreto successo. È madre di due figli.
Ha scritto otto libri (esclusi i testi universitari).

## Carriera politica

### Ministro dell'ambiente e attivismo ecologico
Dal 1995 al 1997 è stata ministro dell'ambiente del governo guidato da Alain Juppé: in questa veste ha favorito la creazione dei vari comitati per la prevenzione di malattie legate all'acquisto di cibi transgenici e alla diffusione dell'amianto. Nel 1998 ha trasformato la sua associazione Cittadinanza, Azione, Partecipazione per il XXI secolo (spesso abbreviato come CAP21) in un vero e proprio partito politico con cui si è candidata alla elezioni presidenziali del 2002, raccogliendo l'1,88% dei voti.

### Candidature locali, regionali ed europee
Nel 2004 si è candidata come consigliere comunale di Parigi, come consigliere regionale dell'Île-de-France e come parlamentare europeo, riuscendo ad essere eletta solo nella prima occasione. Considerata una donna di destra dai media per aver partecipato al governo Juppé, Lepage ha più volte affermato di voler guardare oltre ai tradizioni schieramenti e di non considerarsi né di destra né di sinistra.